# Agencia de Investigación Criminal (México)
La Agencia de Investigación Criminal es un órgano administrativo desconcentrado de la Fiscalía General de la República en México. Tiene como objetivo la planeación, coordinación, ejecución, supervisión y evaluación de las acciones para combatir el crimen a través de productos de inteligencia, análisis de información, servicios científicos y forenses que sustenten la investigación de los delitos.
La Agencia tiene adscrita bajo su mando a la Policía Federal Ministerial, al Centro Federal Pericial Forense y el Centro Federal de Inteligencia Criminal, además de estar en contacto directo con la INTERPOL.

## Historia
La Agencia de Investigación Criminal fue creada por decreto en el Diario Oficial de la Federación mexicana el 25 de septiembre de 2013 e inició operaciones el 26 de septiembre del mismo año, ante los cambios organizacionales dentro de la Procuraduría General de la República y los nuevos retos que se presentó en el país en materia de seguridad y procuración de justicia que requería la creación de un órgano especializado que ayudase en una mayor efectividad en el combate a la criminalidad durante la administración de Enrique Peña Nieto. En septiembre de 2016, el entonces titular Tomás Zerón renunció a su cargo tras haber sido señalado de presuntamente alterar evidencias halladas del caso de Ayotzinapa, envolviendo en polémica a la agencia.

## Estructura orgánica
Para el desempeño de sus funciones la agencia está compuesta de la siguiente estructura:
- Inspección General de Operaciones
- Policía Federal Ministerial
  - Unidad de Investigación Policial
  - Unidad para el Combate al Delito de Secuestro
  - Unidad de Operaciones de Alto Impacto
  - Unidad de Asuntos Policiales Internacionales e INTERPOL
  - Unidad de Investigaciones Cibernéticas y Operaciones Tecnológicas, y
  - Unidad de Operaciones Especiales.
- Centro Federal Pericial Forense
- Centro Federal de Inteligencia Criminal
- Coordinaciones Regionales (siete en total)

## Titulares
| No. | Presidente en turno         | Inicio                  | Final                    | Titular                         |
| --- | --------------------------- | ----------------------- | ------------------------ | ------------------------------- |
| 1.º | Enrique Peña Nieto          | 27 de agosto de 2014    | 14 de septiembre de 2016 | Tomás Zerón de Lucio            |
| 2.º | Enrique Peña Nieto          | 9 de noviembre de 2016  | 30 de noviembre de 2018  | Omar García Harfuch             |
| 2.º | Andrés Manuel López Obrador | 1° de diciembre de 2018 | 3 de junio de 2019       | Omar García Harfuch             |
| 3.º | Andrés Manuel López Obrador | 4 de junio de 2019      | -                        | Felipe de Jesús Gallo Gutiérrez |